# キバナコウリンカ
キバナコウリンカ（学名：Tephroseris furusei）は、キク科オカオグルマ属の多年草。以前はキオン属 Senecio L. に分類されていた。

## 特徴
茎は直立し、上方で分枝して、高さは20-50cmになり、ときに100cmになる。茎にクモ毛がある。根出葉はロゼット状に広がり、葉身は楕円形から卵形になり、基部に狭い翼のある長さ4-6cmの葉柄があり、花時に生存するか、ときに生存しない。茎につく葉は互生し、下部の葉身はさじ形で、長さ8-16cm、縁に低くて粗い鋸歯があり、基部はやや狭まって翼状の葉柄になり、半ば茎を抱く。茎の中部につく葉の葉身は卵形から倒披針形になり、上方にいくにしたがって小さくなる。葉の両面には白色の綿毛がある。
花期は6-7月。頭状花序は3-5個が散形状につき、頭花の径は2.5-3.5cm、花柄は長さ3-6.5cmになる。総苞は長さ5-7mm、幅10-14mmになる鐘形で、総苞片は1列で披針形、短毛が生え、総苞基部の苞葉はない。花冠は鮮黄色で、舌状花冠は広線形で長さ12-16mm、幅1.8-2.2mm、筒状花は長さ12-15mmになる。果実は楕円形の痩果になり、長さ3.7mm、暗褐色で毛が生える。冠毛は汚褐色で、長さ6-8mmになる。染色体数2n=48。

## 分布と生育環境
日本固有種。本州の埼玉県・群馬県の秩父山地に分布し、石灰岩地の岩地やその斜面の崩壊土壌に生育する。

## 名前の由来
和名キバナコウリンカは、北村四郎 (1952) による命名。北村は、『植物分類，地理』第14巻第5号において新種として記載し、和名を Kibana-korinka とした。
種小名（種形容語）furusei は、この植物の発見者で植物採集家の古瀬義（ふるせみよし）（1911 - 1996）への献名。タイプ標本は、1949年7月に、古瀬が埼玉県の二子山で採集した。

## 保全状況評価
絶滅危惧IB類 (EN)（環境省レッドリスト）
都道府県のレッドデータ、レッドリストの選定状況は次の通り。
- 群馬県-絶滅危惧IB類(EN)
- 埼玉県-絶滅危惧I類(CE)

埼玉県では、埼玉県希少種野生動植物の種の保護に関する条例の規定により、2000年12月に「県内希少野生動植物種」に指定されている。

## ギャラリー

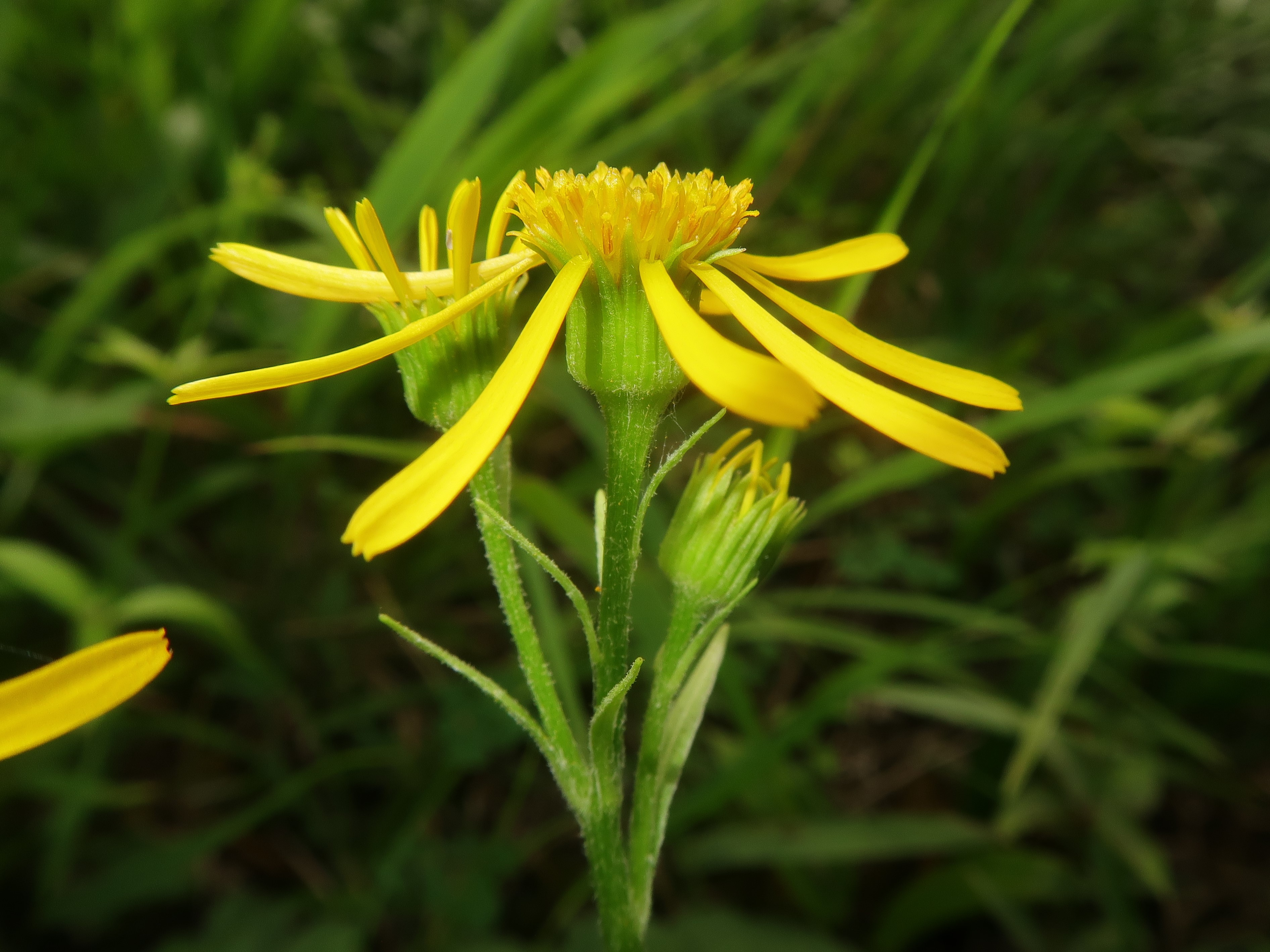
総苞は鐘形、総苞片は1列で披針形、短毛が生え、総苞基部の苞葉はない。花冠は鮮黄色になり、舌状花冠は同属のコウリンカのように垂れ下がらない。
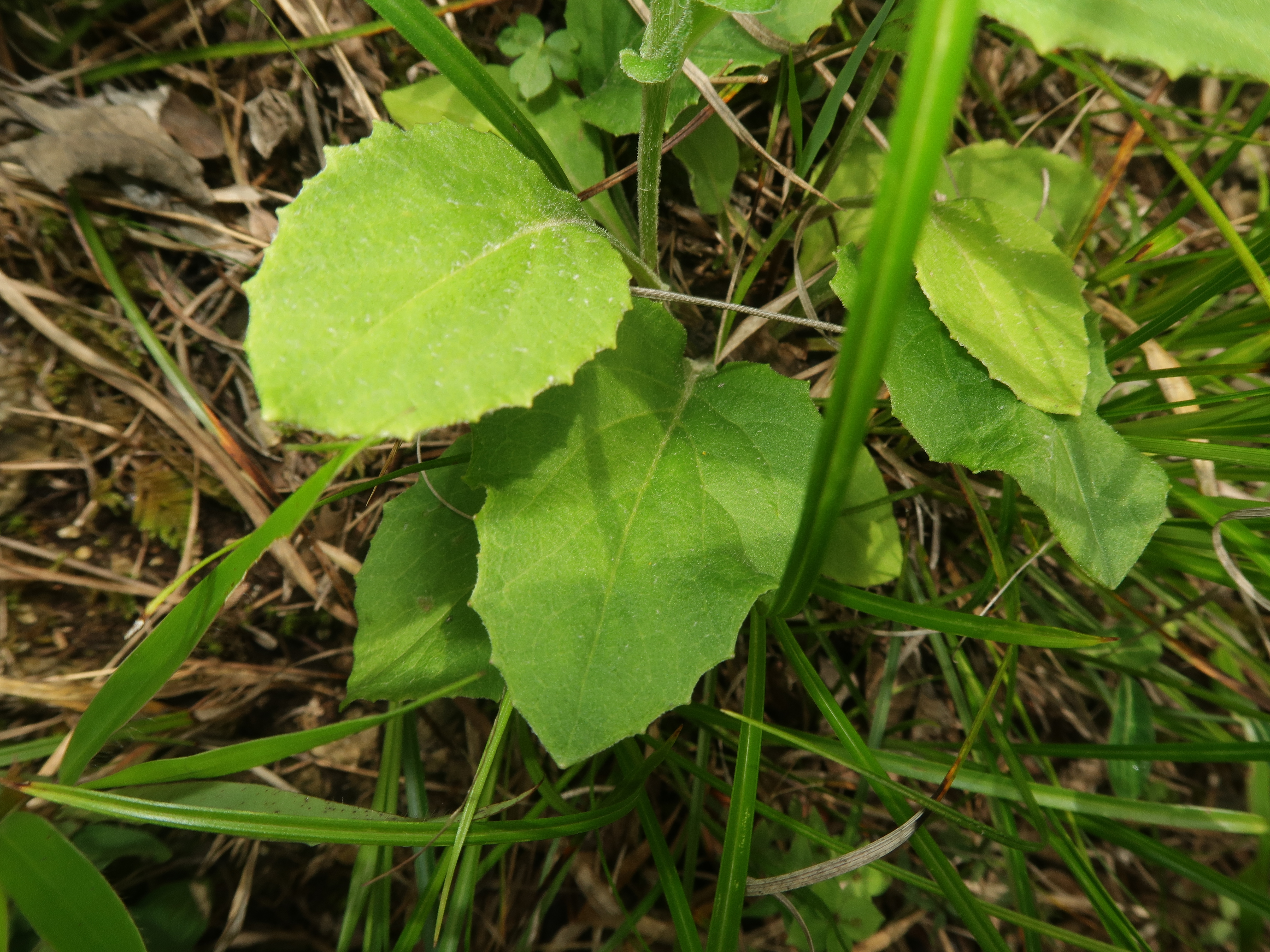
茎の下部につく葉。さじ形で、縁に低くて粗い鋸歯があり、基部はやや狭まって翼状の葉柄にる。
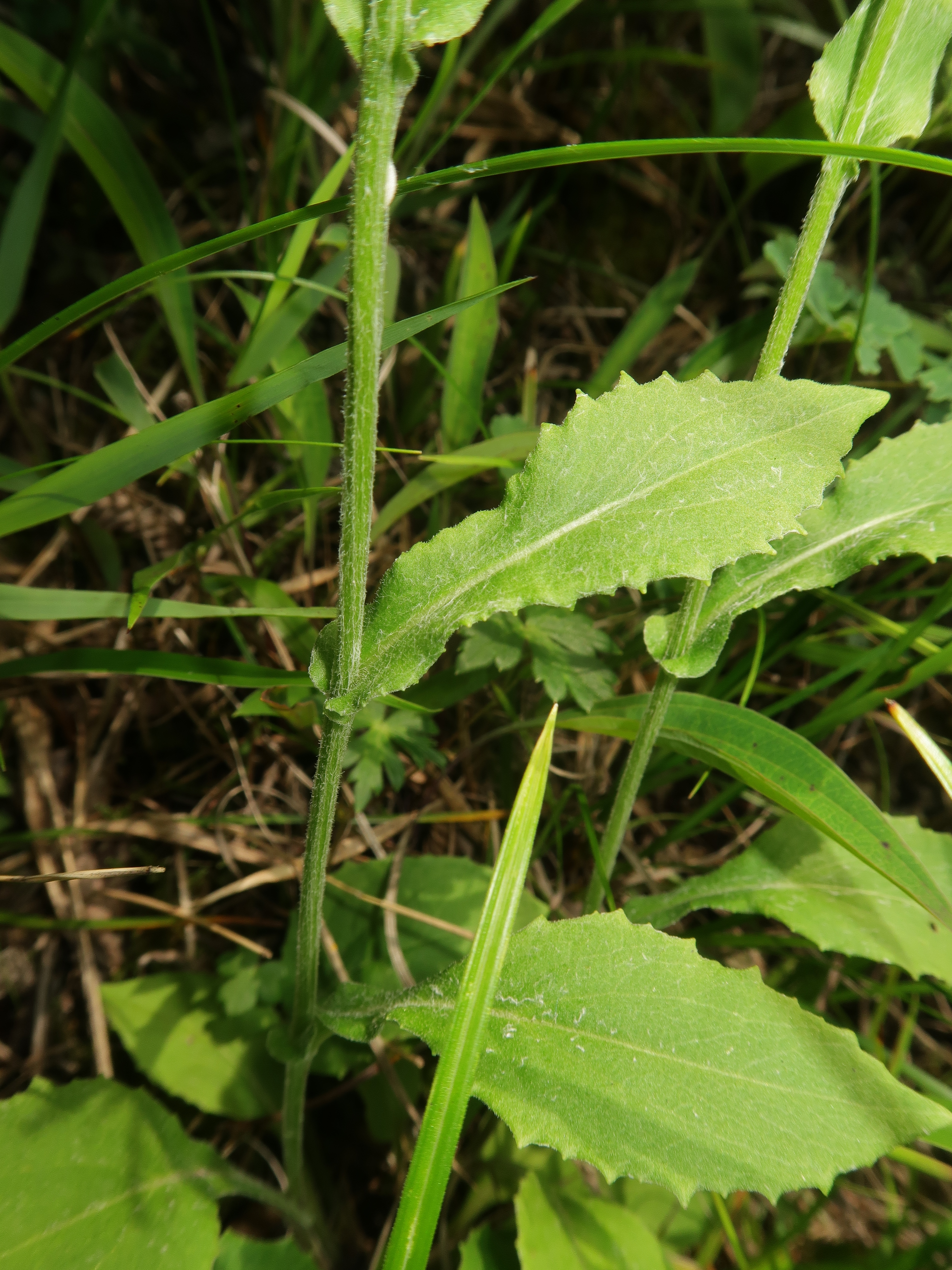
茎の中部につく葉。卵形から倒披針形になり、基部は茎を抱く。葉の両面には白色の綿毛がある。茎にはクモ毛がある。
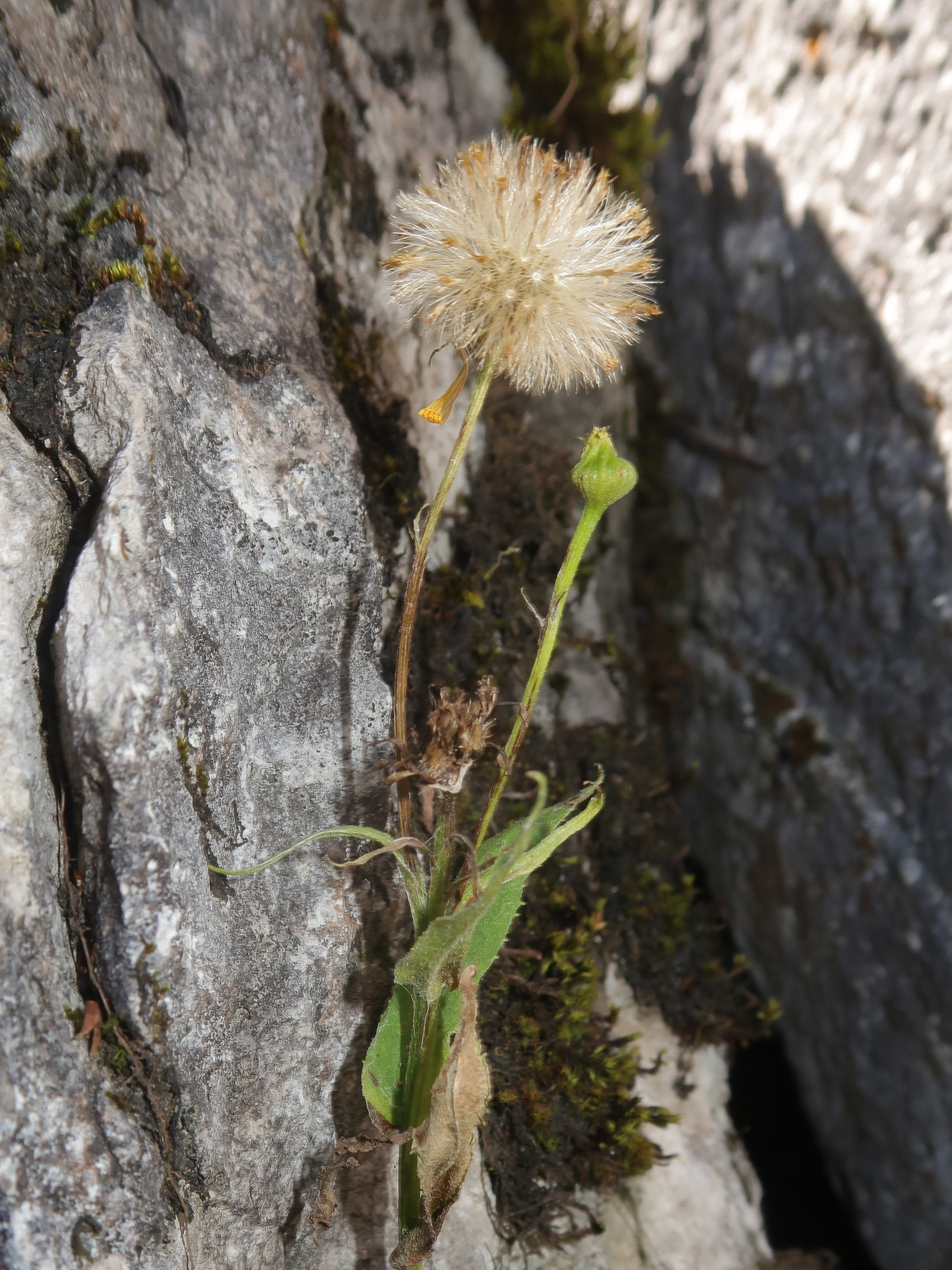
冠毛は汚褐色になる。7月下旬。

## 分類
同属のタカネコウリンカ Tephroseris takedana (Kitam.) Holub (1973)とは、同種は花が橙黄色で舌状花冠の長さが10mm、総苞基部に苞葉があるのに対し、本種の花は黄色で舌状花冠の長さが12-16mm、総苞基部に苞葉がつかない点で区別できる。また、コウリンカ Tephroseris flammea (Turcz. ex DC.) Holub subsp. glabrifolia (Cufod.) B.Nord. (1978)とは、同種は茎にほとんど毛はなく、花冠が橙黄色で舌状花冠が下垂するのに対し、本種の茎にはクモ毛があり、花冠が鮮黄色で舌状花冠が下垂しない点で区別できる。